# 7. септембар
7. септембар (7.9.) је 250. дан у години по грегоријанском календару (251. у преступној години). До краја године има још 115 дана.

## Догађаји
- 1191 — У Трећем крсташком рату Енглези су под командом Ричарда Лављег срца поразили ајубидске снаге под Саладином код Арсуфа, у данашњем Израелу.
- 1701 — У Хагу је потписан споразум Енглеске, Аустрије и Холандије против Француске, познат као „Друга велика алијанса“.
- 1714 — Цар Карло VI потписао је у Рахстату са Французима Баденски мир којим је окончан Рат за шпанско наслеђе, а Французима су припали Алзас и Стразбур.
- 1764 — За краља Пољске крунисан је руски штићеник Стањислав II Поњатовски, последњи пољски монарх.
- 1778 — Француска је напала острво Доминика и заузеле тамошњу британску тврђаву пре него што су Британци сазнали да је Француска ушла у Амерички рат за независност као савезник побуњених америчких колониста.
- 1812 — Бородинска битка, на 125 километара од Москве, једна од најкрвавијих битака у Наполеоновим ратовима, у којој су и Руси, под командом Кутузова, и Наполеон имали велике губитке. Недељу дана касније Наполеон је ушао у Москву. Ова пирова победа Наполеона једна је од преломних тачака захваљујући којима је Света алијанса успела да победи Наполеонову „Велику армију“.
- 1813 — Први пут је употребљен назив „Ујка Сем“ за САД, у уводнику њујоршког листа „Трој Пост“.
- 1822 — Гувернер Бразила, принц Педро, прогласио је независност од Португалије и прогласио се за цара. Португал је признао независност Бразила 1828.
- 1860 — Италијански револуционар Ђузепе Гарибалди је са својим „црвенокошуљашима“ заузео Напуљ, у рату за ослобођење земље од Аустријанаца и уједињење Италије.
- 1901 — Потписан је Пекиншки протокол којим је окончан Боксерски устанак у Кини. Побуну против странаца угушиле су европске силе, Јапан и САД, а Кина је приморана да плати одштету за њихову имовину уништену током устанка.
- 1913 — Краљ Петар I Карађорђевић потписао је Прокламацију о присаједињењу ослобођених области Краљевини Србији у Рибарској Бањи код Крушевца.
- 1936 — У Хобартском зоолошком врту угинуо последњи торбарски вук, познат као „Бенџамин“. С њим је изумрла ова врста.
- 1940 — Немачка авијација под командом Хермана Геринга почела је бомбардовање Лондона. Првог дана погинуло је више од 300 људи.
- 1944 — Јединице НОВЈ ушле су у Врање, који је су Бугари претходно напустили.
- 1962 — Тајван је прекинуо дипломатске односе с Лаосом, након што је Лаос успоставио дипломатске односе с Кином и Северним Вијетнамом.
- 1964 — У месту Сип на југословенској и у Гура Ваји на румунској обали Дунава, уз присуство председника Југославије и Румуније Јосипа Броза Тита и Георгеа Георгију-Дежа, постављен је камен темељац на градилишту хидроелектране Ђердап.
- 1975 — Завршено је пресељавање Турака на Кипру. Под надзором УН, око 9.000 људи пребачено је са југа на север земље.
- 1986 — Бискуп Дезмонд Туту постао је надбискуп Кејптауна у Јужној Африци као први црнац поглавар јужноафричких англиканаца.
- 1990 — Као одговор на ревизију Устава Србије 1989. којом је значајно смањена аутономна власт у покрајинама Војводини и Косову, 144 албанска делегата Скупштине Косова прогласили су у Качанику Устав Републике Косово.
- 1990 — Почиње шаховски турнир у Тилбургу, Холандија.
- 1991 — У Хагу је почела са радом Међународна мировна конференција о Југославији. У раду конференције учествовали су сви чланови Председништва СФР Југославије, председник савезне владе и шесторица председника југословенских република. Председавајући Конференције, на којој је усвојена Декларација о мирном решењу југословенске кризе, био је лорд Карингтон.
- 1994 — У команди америчке војске у Берлину последњи пут је спуштена америчка застава, чиме је, након скоро пола века, формално окончано америчко војно присуство у Берлину.
- 1996 — Тупак Амару Шакур је рањен у пуцњави док се возио колима у Лос Анђелесу.
- 1999 — У земљотресу у близини Атине, једном од најјачих у Грчкој у последњих преко 40 година, погинуло је 101 лице.
- 2001 — У нигеријском граду Џос избили су хришћанско-муслимански сукоби током којих су запаљене цркве и џамије. Према подацима Црвеног крста, за непуних недељу дана насиља, убијено је најмање 500 људи, а стотине повређено.
- 2011 — У авионској несрећи код Јарослављa у Русији погинуло је 44 особа, међу којима и хокејаши Локомотиве Јарославље.

## Рођења
- 1533 — Елизабета I, краљица Енглеске и Ирске (1558—1603). (прем. 1603)[1]
- 1726 — Франсоа-Андре Филидор, француски композитор и шахиста. (прем. 1795)
- 1829 — Фридрих Кекуле, немачки хемичар. (прем. 1896)
- 1860 — Бака Мозес, америчка сликарка. (прем. 1961)
- 1909 — Елија Казан, грчко-амерички редитељ, сценариста, продуцент, глумац и књижевник. (прем. 2003)
- 1911 — Тодор Живков, бугарски политичар и државник. (прем. 1998)
- 1914 — Џејмс ван Ален, амерички физичар. (прем. 2006)
- 1917 — Џон Корнфорт, аустралијско-британски хемичар, добитник Нобелове награде за хемију (1975). (прем. 2013)
- 1930 — Бодуен I од Белгије, белгијски краљ (1951—1993). (прем. 1993)
- 1930 — Сони Ролинс, амерички џез саксофониста и композитор.
- 1936 — Бади Холи, амерички музичар. (прем. 1959)
- 1940 — Дарио Арђенто, италијански редитељ, продуцент, сценариста и филмски критичар.
- 1944 — Бора Милутиновић, српски фудбалер и фудбалски тренер.
- 1947 — Глорија Гејнор, америчка музичарка.[2]
- 1948 — Дамир Шолман, хрватски кошаркаш. (прем. 2023)
- 1950 — Џули Кавнер, америчка глумица и комичарка.
- 1953 — Милан Дамњановић, српски је физичар, редовни професор и предводник групе "НаноЛаб" за квантну, математичку и нанофизику на Физичком факултету Универзитета у Београду и редовни члан САНУ.[3]
- 1954 — Корбин Бернсен, амерички глумац, редитељ, сценариста и продуцент.
- 1955 — Мира Фурлан, хрватска глумица и певачица. (прем. 2021)
- 1958 — Горан Хаџић, српски политичар. (прем. 2016)
- 1963 — Изи-И, амерички хип хоп музичар и музички продуцент. (прем. 1995)
- 1965 — Дарко Панчев, македонски фудбалер.
- 1968 — Марсел Десаи, француски фудбалер.
- 1969 — Владимир Батез, српски одбојкаш и политичар.
- 1972 — Маркус Минх, немачки фудбалер.
- 1973 — Шенон Елизабет, америчка глумица и модел.
- 1974 — Антонио Макдајс, амерички кошаркаш.
- 1980 — Емре Белозоглу, турски фудбалер.
- 1980 — Габријел Милито, аргентински фудбалер и фудбалски тренер.
- 1983 — Попс Менса-Бонсу, енглески кошаркаш.
- 1984 — Никола Дринчић, црногорски фудбалер.
- 1984 — Вера Звонарјова, руска тенисерка.
- 1985 — Рафиња, бразилски фудбалер.
- 1986 — Денис Истомин, узбекистански тенисер.
- 1987 — Александра Вознијак, канадска тенисерка.
- 1987 — Еван Рејчел Вуд, америчка глумица и модел.
- 1988 — Кевин Лав, амерички кошаркаш.
- 1990 — Давид Јелинек, чешки кошаркаш.
- 1991 — Милан Миловановић, српски кошаркаш.
- 1996 — Донован Мичел, амерички кошаркаш.[4]

## Смрти
- 355 — Силван, римски војсковођа и узурпатор.
- 1566 — Никола Шубић Зрински, хрватски бан.
- 1788 — Коча Анђелковић, вођа српских добровољаца у аустријско-турском рату.
- 1907 — Сили Придом, француски књижевник (рођ. 1839)
- 1929 — Владимир Матијевић, српски трговац, добротвор и оснивач најзначајнијих организација Срба у Хрватској и Аустроугарској.
- 1944 — Марко Дошен, хрватски политичар (рођ. 1859)
- 1949 — Хосе Клементе Ороско, мексички сликар.
- 1983 — Борис Хагелин, шведски проналазач и шифрант (рођ. 1892)
- 1985 — Ђерђ Поја, мађарски математичар. (рођ. 1887)
- 1995 — Радивоје Лола Ђукић, режисер и комедиограф (рођ. 1923)
- 1997 — Мобуту Сесе Секо, председник и диктатор Заира од 1965. до 1997. када га је са власти збацио Лоран Кабила.
- 2003 — Катарина Амброзић, доктор историје уметности, кустос, ликовни критичар, преводилац и професор на Универзитетима у Београду и Новом Саду. (рођ. 1925)[5]
- 2008 — Дино Дворник, хрватски певач (рођ. 1964)